# Mike Colter

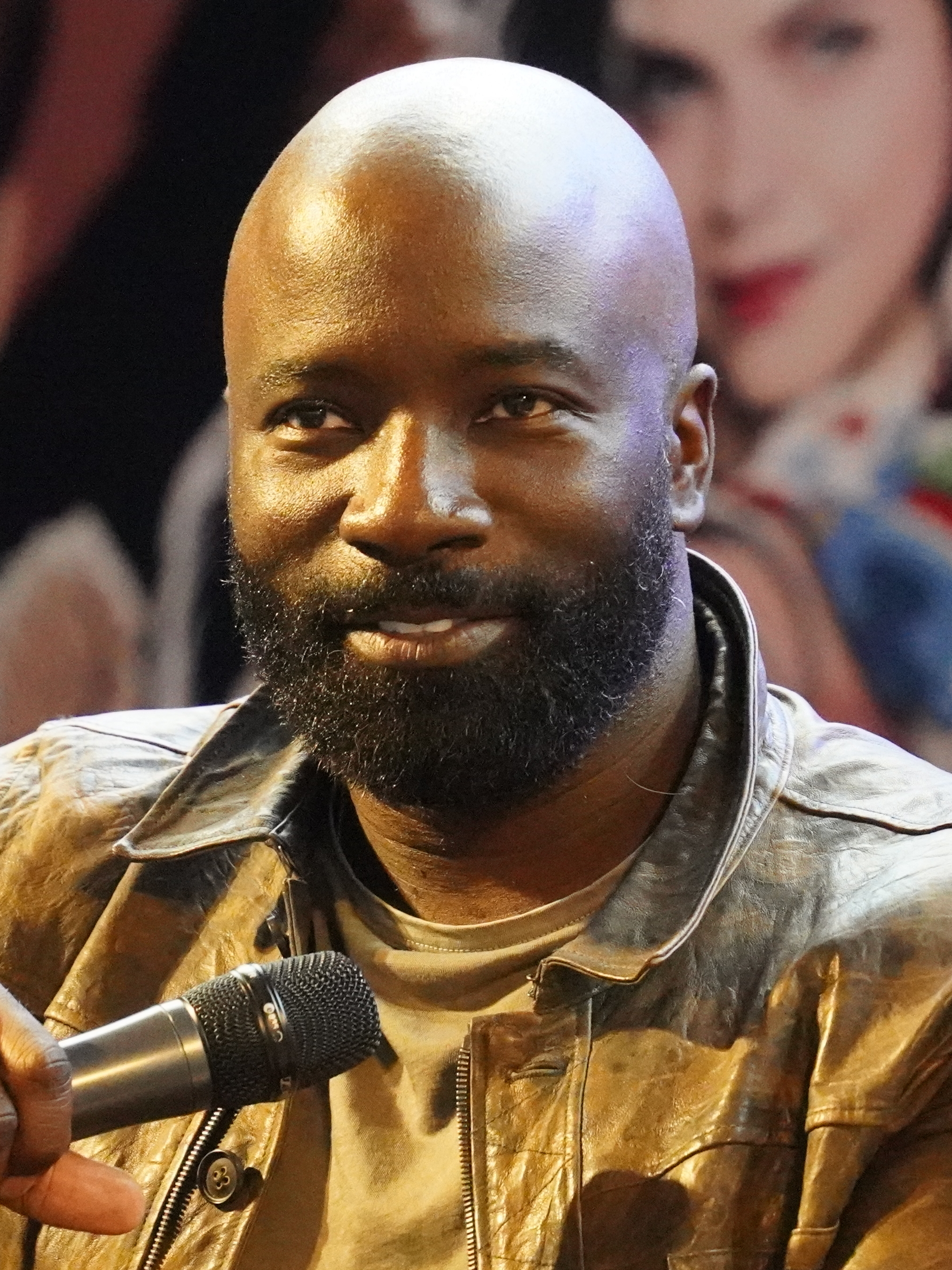
Mike Colter (2023)

Mike Colter (* 26. August 1976 in Columbia, South Carolina) ist ein US-amerikanischer Schauspieler.

## Leben
Er wuchs in St. Matthews, South Carolina auf. Seine Schullaufbahn schloss er 1999 mit einem Bachelor in Theaterwissenschaften der University of South Carolina ab. Er erwarb einen MFA-Grad in Schauspielkunst an der Rutgers University.
Colter spielte seine wohl bekannteste Kinorolle in Clint Eastwoods Film Million Dollar Baby, in dem er den Boxer Big Willie Little verkörperte. Er war zudem auch in Men in Black 3, Salt und Zero Dark Thirty auf der Leinwand zu sehen. Colter absolvierte am Beginn seiner Karriere einzelne Auftritte in zahlreichen Fernsehserien, bis er in der Serie Good Wife als Drogenbaron Lemond Bishop eine feste Gastrolle übernahm, die er auch im Spin-off The Good Fight fortführte. Im Fernsehfilm Taking Chance spielte er an der Seite von Kevin Bacon, für dessen Serie The Following er später engagiert werden würde. Von September 2011 bis Mai 2012 hatte Colter die Hauptrolle des Malcolm Ward in der CW-Fernsehserie Ringer inne. In der Serie Marvel’s Jessica Jones verkörperte er erstmals den Superhelden Luke Cage. 2016 startete dann die Serie Marvel’s Luke Cage mit Mike Colter in der Titelrolle.
Mike Colter lebt in New York City.

## Filmografie (Auswahl)
- 2002: Emergency Room – Die Notaufnahme (ER, Fernsehserie, Episode 9x10)
- 2002: Die Parkers (The Parkers, Fernsehserie, Episode 4x11)
- 2004: Million Dollar Baby
- 2005: Brooklyn Lobster
- 2005: Silver Bells (Fernsehfilm)
- 2005: Law & Order: Trial by Jury (Fernsehserie, Episode 1x10)
- 2007: Criminal Intent – Verbrechen im Visier (Law & Order: Criminal Intent, Fernsehserie, Episode 6x13)
- 2007: And Then Came Love
- 2009: Taking Chance (Fernsehfilm)
- 2009: Law & Order: Special Victims Unit (Fernsehserie, Episode 10x17)
- 2010: Royal Pains (Fernsehserie, Episode 2x02)
- 2010: Salt
- 2010: Blue Bloods – Crime Scene New York (Blue Bloods, Fernsehserie, Episode 1x22)
- 2010–2015: Good Wife (The Good Wife, Fernsehserie, 21 Episoden)
- 2011–2012: Ringer (Fernsehserie, 16 Episoden)
- 2012: Men in Black 3
- 2012: Zero Dark Thirty
- 2013–2015: The Following (Fernsehserie, 8 Episoden)
- 2013: Criminal Minds (Fernsehserie, Episode 9x03)
- 2013–2014: American Horror Story (Fernsehserie, 3 Episoden)
- 2014: Halo: Nightfall (Fernsehserie, 5 Episoden)
- 2015, 2019: Marvel’s Jessica Jones (Fernsehserie, 8 Episoden)
- 2015: Agent X (Fernsehserie, 10 Episoden)
- 2015: America Is Still the Place
- 2016–2018: Marvel’s Luke Cage (Fernsehserie, 26 Episoden)
- 2017: Girls Trip
- 2017: Marvel’s The Defenders (Fernsehserie, 8 Episoden)
- 2018: The Good Fight (Fernsehserie, Episoden 2x10 und 3x06)
- 2018: Extinction
- 2018: Skin
- 2019: Before You Know It
- 2019: Breakthrough – Zurück ins Leben (Breakthrough)
- 2019: Black and Blue
- 2019–2024: Evil (Fernsehserie)
- 2020: Fatale
- 2021: South of Heaven
- 2023: Plane
- 2024: The Union
- 2025: Alarum